# Ensemble Ortskern Straßkirchen

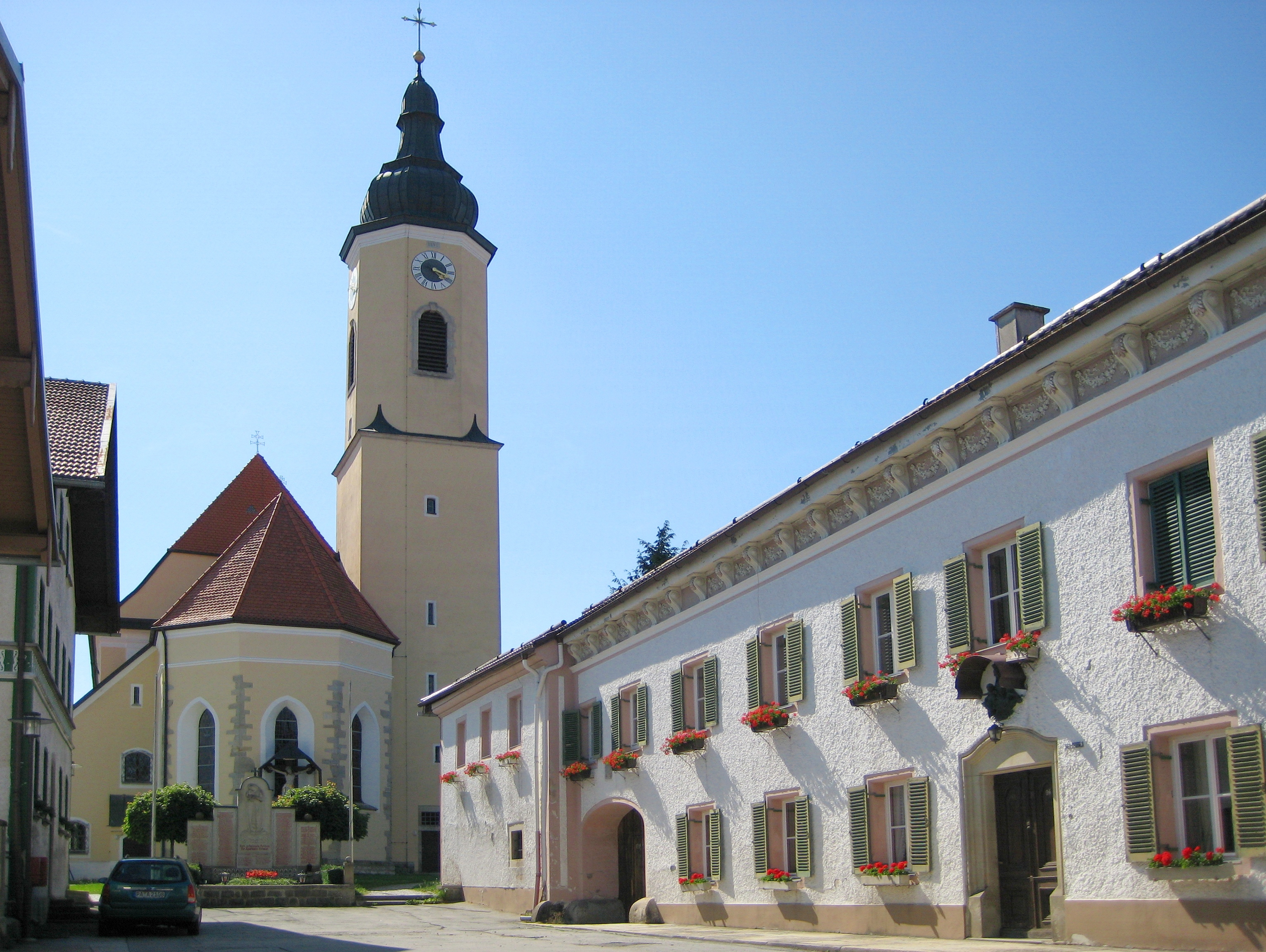
Kirche St. Ägidius in Straßkirchen

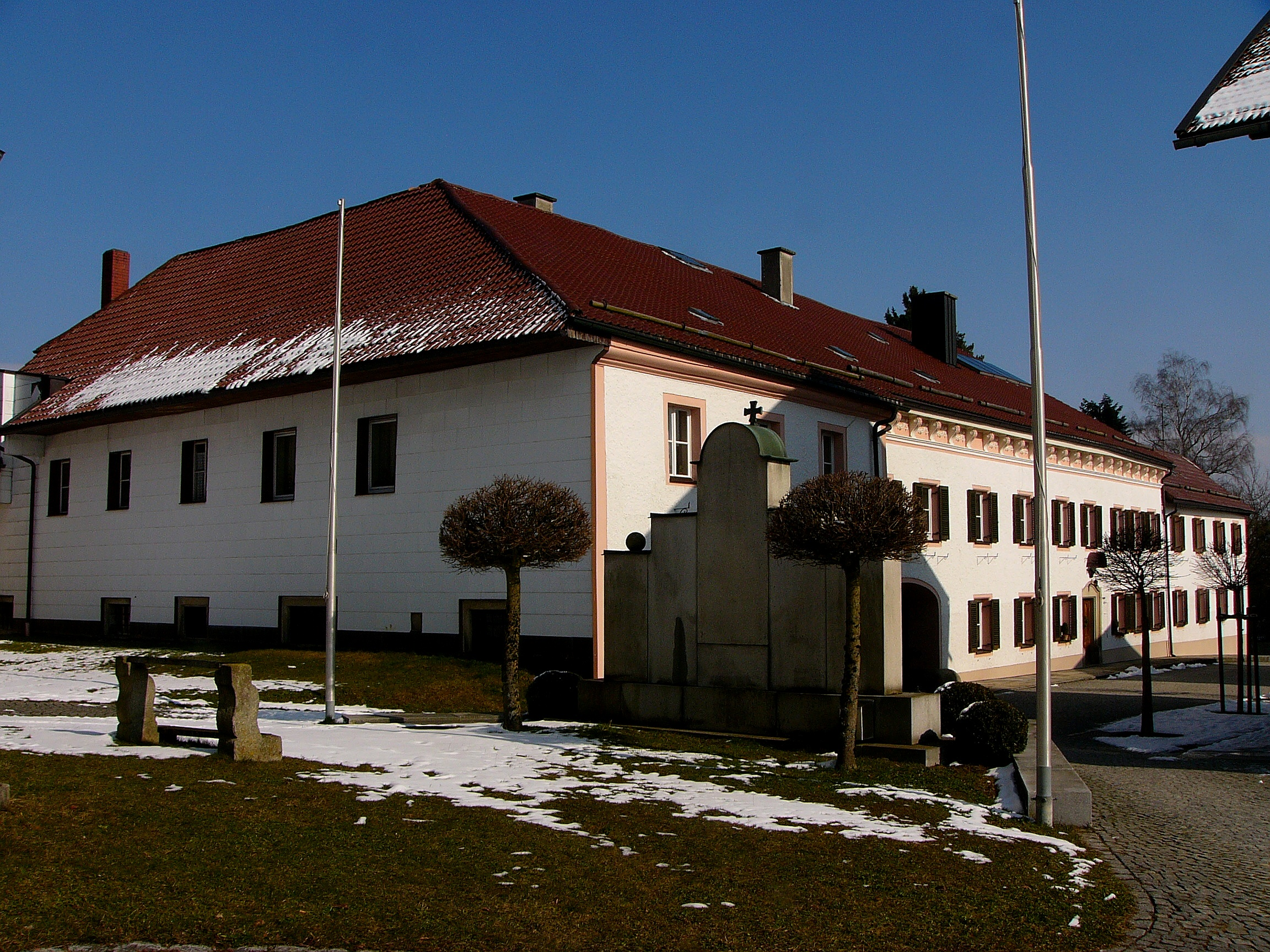
Ehemaliger Gutshof

Das Ensemble Ortskern in Straßkirchen, einem Gemeindeteil von Salzweg im niederbayerischen Landkreis Passau, ist ein Bauensemble, das unter Denkmalschutz steht.

## Beschreibung
Das Ensemble umfasst den Ortskern des Pfarrdorfes an der alten Fernstraße von Passau in den Bayerischen Wald. Es erhält durch einen großen ehemaligen fürstbischöflichen Gutshof eine besondere Bedeutung. 
Die zum Ensemble gehörigen Gebäude ordnen sich einer sehr kurzen, von der Fernstraße (der heutigen Bundesstraße 12) im rechten Winkel abzweigenden Gasse zu. An ihrem Ende wird sie durch den Kirchhof abgeriegelt, darüber hinaus schließt der Scheitel des spätgotischen Chors der Pfarrkirche St. Ägidius den Platz an dieser Stelle optisch ab. 
An der Südseite der Gasse befinden sich die für ein Pfarrdorf charakteristischen Bauten: Das Schulhaus des späten 19. Jahrhunderts und das Krameranwesen, ein altes Flachsatteldachhaus. Die Nordseite wird vom Wohntrakt des ehemaligen Gutshofes bestimmt, der im 19. Jahrhundert zum Brauereigasthof ausgebaut worden war. Ein kleiner zum Gutshof gehöriger Park im englischen Stil liegt jenseits der Bundesstraße, ist aber durch seinen Eingang genau auf die Gasse bezogen.

## Einzeldenkmäler
Siehe: Liste der Baudenkmäler in Straßkirchen